# Lista över de största klockorna i Europas länder
Det här är en lista över de största klockorna i Europas länder ordnade i storleksordning (efter vikt) för varje land. Förstörda, omgjutna eller försvunna klockors namn är markerade med grönt.

## Belgien
| Nr | Kyrka                                                                                | Stad      | Klockans namn                                                                | Slagton | Vikt (ton)      | Klockgjutare, klockgjuteriets hemstad                                                   | Gjutningsår (inom parentes, år då klockan skadats) |
| -- | ------------------------------------------------------------------------------------ | --------- | ---------------------------------------------------------------------------- | ------- | --------------- | --------------------------------------------------------------------------------------- | -------------------------------------------------- |
| 1  | Lägre delen av beffroin Sint-Romboutstoren                                           | Mechelen  | Subbasklocka i ett historiskt klockspel med 49 klockor                       | fiss    | 8,88 (8 884 kg) | ?                                                                                       | ?                                                  |
| 2  | Övre delen av Sint-Romboutstoren                                                     | Mechelen  | Basklocka i ett 49-klockors modernt klockspel                                | f       | 8,16            | Eijsbouts klockgjuteri, Aalst                                                           | 1981                                               |
| 3  | Klosterkyrkan i ett benediktinerkloster                                              | Maredsous | Elizabeth                                                                    | g       | 8               | Klockgjuteriet Causard eller Slegers-Causard, Tellin                                    | 1952                                               |
| 4  | Klosterkyrkan i ett benediktinerkloster                                              | Maredsous | Elizabeth                                                                    | -       | 7,1             | Klockgjuteriet Causard eller Slegers-Causard, Tellin                                    | 1948                                               |
| 5  | Universitetsbiblioteket                                                              | Leuven    | Basklocka i ett 63-klockors klockspel                                        | fiss    | 7,096           | Gillett & Johnston                                                                      | 1928                                               |
| 6  | Klosterkyrkan i ett benediktinerkloster                                              | Maredsous | Elizabeth                                                                    | -       | 6,8             | Klockgjuteriet Causard eller Slegers-Causard, Tellin                                    | 1948                                               |
| 7  | Katedralen Sint-Michielskathedraal, norra tornet                                     | Bryssel   | Salvator                                                                     | fiss    | 6,6             | P. de Clerck & P. vanden Ghein                                                          | 1638                                               |
| 8  | Katedralen Onze-Lieve-Vrouwekathedraal, ”Vårfrukatedralen”                           | Antwerpen | Karolus                                                                      | ass°    | 6,43 (6 434 kg) | Wilem och Gaspar Moer från ’s-Hertogenbosch (göts på platsen framför domen i Antwerpen) | 1507                                               |
| 9  | På platsen framför rådhustornet (en beffroi)                                         | Gent      | Roeland eller Klokke Roeland                                                 | g       | 6,2             | P. Hemony                                                                               | 1660 (1913)                                        |
| 10 | Rådhustornet (en beffroi)(tidigare i tornet)                                         | Gent      | Roeland eller Klokke Roeland                                                 | g       | 6,2             | Klockgjuteriet Michiels                                                                 | 1948                                               |
| 11 | Under klockspelet i stadens beffroi (ursprungligen gjord för stadens Vårfrukatedral) | Brygge    | Zegeklok, Triomfklok eller Maria                                             | g?      | ~6              | Melchior de Haze, Antwerpen                                                             | 1680                                               |
| 12 | Övre delen av beffroin Sint-Romboutstoren                                            | Mechelen  | Näst största (andra) klockan i klockspelet                                   | g       | ~6              | Eijsbouts klockgjuteri, Aalst                                                           | 1981                                               |
| 13 | Universitetsbiblioteket                                                              | Leuven    | Näst största (andra) klockan i klockspelet                                   | giss    | ~5,5            | Gillett & Johnston                                                                      | 1928                                               |
| 14 | Katedralen Sint-Baafskathedraal                                                      | Gent      | Bavo (kan tidigare varit ett klockspels basklocka, nu en av sju kyrkklockor) | -       | ~5,5            | -                                                                                       | -                                                  |
| 15 | Stadens beffroi                                                                      | Brygge    | Klockspelets basklocka                                                       | g       | 5,38 (5 381 kg) | J. du Mery                                                                              | 1742-1748                                          |
| 16 | Katedralen Onze-Lieve-Vrouwekathedraal                                               | Antwerpen | Gabriel, klockspelets basklocka                                              | g       | 5,3             | J.W. Hoerken                                                                            | 1459                                               |

## Bulgarien
| Nr | Kyrka                               | Stad eller plats | Vikt (ton) | Klockgjutare och gjutningsplats | Gjutningsår          |
| -- | ----------------------------------- | ---------------- | ---------- | ------------------------------- | -------------------- |
| 1  | Alexander Nevskij-katedralen, Sofia | Sofia, Bulgarien | 12         | -                               | mellan 1904 och 1912 |

## Danmark
| Nr | Kyrka                     | Stad      | Klockans namn                          | Slagton | Diameter (meter) | Vikt (ton) | Klockgjutare           | Gjutningsår |
| -- | ------------------------- | --------- | -------------------------------------- | ------- | ---------------- | ---------- | ---------------------- | ----------- |
| 1  | Vor Frue Kirke, Köpenhamn | Köpenhamn | Stormklokken (Danmarks största klocka) | giss°   | 1,94 (1943 mm)   | drygt 4    | Søren Hansen Hornhaver | 1828        |

## Estland
| Nr | Kyrka                       | Stad             | Klockans namn | Slagton | Diameter (meter) | Vikt (ton)       | Klockgjutare                     | Gjutningsår |
| -- | --------------------------- | ---------------- | ------------- | ------- | ---------------- | ---------------- | -------------------------------- | ----------- |
| 1  | Alexander Nevskijkatedralen | Tallinn, Estland | -             | -       | -                | 15,7 (15 665 kg) | Vassilij Orlov, Sankt Petersburg | 1898        |

## Finland
| Nr | Kyrka                   | Stad                                                         | Klockans namn                                                                  | Slagton | Diameter (meter) | Vikt (ton)     | Klockgjutare                                | Gjutningsår                               |
| -- | ----------------------- | ------------------------------------------------------------ | ------------------------------------------------------------------------------ | ------- | ---------------- | -------------- | ------------------------------------------- | ----------------------------------------- |
| 1  | Valamo kloster          | Valamo kloster, Ladoga, Karelen, Ryssland (tidigare Finland) | -                                                                              | -       | -                | 16             | -                                           | -                                         |
| 2  | Klockmuseet Vaskikello  | utanför Pyhäsalmi, Finland                                   | Stålklocka, gjord för en kyrka i Tutzing, Tyskland, senare överlåten åt museet | a°      | 2,47             | 8              | Schilling & Lattermann i Apolda-Morgenrothe | 1928                                      |
| 3  | utanför Sveaborgs kyrka | Helsingfors, Finland                                         | -                                                                              | -       | -                | 6,7 (6 683 kg) | Moskva                                      | 1885                                      |
| 4  | Uspenskijkatedralen     | Helsingfors, Finland                                         | -                                                                              | -       | -                | 4              | -                                           | -                                         |
| 5  | Ortodoxa kyrkan         | Tammerfors, Finland                                          | -                                                                              | -       | -                | 4              | -                                           | -                                         |
| 6  | Åbo domkyrka            | Åbo, Finland                                                 | Birckstedts klocka                                                             | c°      | -                | 3,6            | Birckstedt?                                 | Efter Åbo brand 1827, möjl. omkr. år 1834 |
| 7  | Tammerfors domkyrka     | Tammerfors, Finland                                          | -                                                                              | h°      | 1,66             | 2,7            | Franz Schilling, Apolda                     | 1905                                      |

Om klockorna i Helsingfors domkyrka finns inga uppgifter på nätet.

## Frankrike
| Nr | Kyrka | Stad                              | Klockans namn             | Slagton | Diameter (meter) | Vikt (ton)       | Klockgjutare                                | Gjutningsår (förstörelseår) |
| -- | --- | --------------------------------- | ------------------------- | ------- | ---------------- | ---------------- | ------------------------------------------- | --------------------------- |
| 1  | Katedralen i Rouen, ”smörtornet” tour de beurre                                                                            | Rouen                             | Jeanne d'Arc              | f°      | 2,52             | 9,6              | Paccard                                     | 1914 (1944)                 |
| 2  | Sacré-Coeur de Montmartre                                                                                                  | Paris                             | la Savoyarde              | ciss°   | 3,03             | 18,84            | Georg Paccard (Paccards klockgjuteri)       | 1891                        |
| 3  | Cathedrale St.Étienne | Sens                              | la Savinienne             | ass°    | 2,69             | 16,2 (16 230 kg) | Gaspard Mongin-Viard, Auxerre               | 1563                        |
| 4  | Cathedrale St.Étienne | Sens                              | la Potentienne            | b♭°     | 2,33             | 13,6 (13 660 kg) | Gaspard Mongin-Viard, Auxerre               | 1560                        |
| 5  | Notre Dame | Paris                             | Emmanuel                  | f°      | -                | 12,8             | Nicholas Chappelle, I. Gillot och E. Moreau | 1685                        |
| 6  | la tour de Mutte ”la Mutte-tornet” vid katedralen i Metz, Cathédrale Saint-Étienne de Metz ”Sankt Stefans katedral i Metz” | Metz                              | la Mutte                  | a°      | 2,32             | 10,5             | -                                           | 1605                        |
| 7  | Katedralen i Reims, Cathedrale Notre Dame                                                                                  | Reims                             | Charlotte                 | e°      | 2,44             | 10,4 (10 435 kg) | -                                           | 1570                        |
| 8  | Cathédrale Sainte-Marie d'Auch                                                                                             | Auch (Gers, Occitanien, Gascogne) | Största klockan           | -       | -                | 10               | -                                           | 1800-talet                  |
| 9  | Katedralen i Rouen | Rouen                             | Nya Jeanne d'Arc          | -       | -                | 10,4 (10 435 kg) | klockgjuteriet Paccard                      | 1951                        |
| 10 | Katedralen i Strasbourg Cathedrale Notre Dame                                                                              | Strasbourg                        | Största klockan           | giss °  | 2,22             | 8,9              | -                                           | 1427                        |
| 11 | Torn med modernt klockspel                                                                                                 | Dunkerque (Nord, Hauts-de-France  | subbasklockan Jean Bart   | g       | 2,16             | 7,2              | -                                           | 1900-talet                  |
| 12 | Klosterkyrkan Saint-Denis                                                                                                  | Saint-Denis (förort i Paris)      | Louise                    | e°      | -                | 7                | -                                           | 1738                        |
| 13 | - | Chambéry, Savojen                 | Basklocka i ett klockspel | e°      | -                | 5,5              | Paccards klockgjuteri                       | 1992                        |

## Grekland
| Nr | Kyrka                                                                       | Stad eller plats | Vikt (ton) | Klockgjutare och gjutningsplats | Gjutningsår |
| -- | --------------------------------------------------------------------------- | ---------------- | ---------- | ------------------------------- | ----------- |
| 1  | Sankt Panteleimons (ryska) kloster Aghios Panteleimon; ryska: Пантелеймонов | Athos, Grekland  | 13         | -                               | 1800-talet  |

## Island
| Nr | Kyrka           | Stad      | Klockans namn                       | Slagton | Diameter (meter) | Vikt (ton) | Klockgjutare | Gjutningsår |
| -- | --------------- | --------- | ----------------------------------- | ------- | ---------------- | ---------- | ------------ | ----------- |
| 1  | Hallgrímskirkja | Reykjavik | Hallgrímur (Islands största klocka) | g       | -                | 2,5        | -            | efter 1960  |

## Italien
| Nr | Kyrka                                                                                           | Stad                            | Klockans namn | Slagton | Diameter (meter) | Vikt (ton)           | Klockgjutare                                               | Gjutningsår (förstörelseår)      |
| -- | ----------------------------------------------------------------------------------------------- | ------------------------------- | --- | ------- | ---------------- | -------------------- | ---------------------------------------------------------- | -------------------------------- |
| 1  | På Miravellekullen nära minnesmärket Castel Dante                                               | Rovereto                        | Maria Dolens eller Campana dei Caduti | h°      | 3,21             | 22,6 ton (22 639 kg) | Paolo Capanni, Castelnuovo nei Monti i Emilia Romagna      | 1964                             |
| 2  | På en bergstopp, Alperna                                                                        | Kronplatz, Bolzano i Sydtyrolen | Concordia | ciss    | 3,11             | 18                   | Oberascher, Salzburg                                       | 2002                             |
| 3  | På Miravellekullen nära minnesmärket Castel Dante                                               | Rovereto                        | Maria Dolens eller Campana dei Caduti | -       | 3                | 17                   | Luigi Cavadini e Figli                                     | 1939 (sprack 1960, göts om 1964) |
| 4  | I oktogonala tornet Torre Guelfonia i kyrkan basilica di Cristo Re ”Kristus Konungens basilika” | Messina, Sicilien               | Campana di Cristo Re, ”Kristus Konungens klocka” (största klockan som rings enligt Sistema Veronese, dvs. i skalor med klockorna hållna uppochnervända) | -       | 2,66             | 13,2                 | Daciano Colbachini, Padua                                  | 1934                             |
| 5  | På Miravellekullen nära minnesmärket Castel Dante                                               | Rovereto                        | Maria Dolens eller Campana dei Caduti | -       | 2,5              | 11,5                 | Luigi Colbachini, Trento                                   | 1924                             |
| 6  | En kyrka                                                                                        | Campidoglio                     | La patarina | e°      | 2,44             | 8,7                  | Spagno e Casini                                            | 1803                             |
| 7  | Domen i Milano                                                                                  | Milano                          | Maria Nascenta | -       | -                | 8,6                  | Giovanni Battista Busca                                    | 1582                             |
| 8  | En kyrka                                                                                        | Belpasso, Catania på Sicilien   | Största klockan | -       | 2,04             | 8                    | klockgjuteriet Paccard                                     | 1815                             |
| 9  | En församlingskyrka                                                                             | Limatola                        | Största slagklockan? (diametern) | e °     | 2,3              | 8                    | klockgjuteriet Capanni, Castelnuovo Monti i Emilia Romagna | 2000                             |
| 10 | Domen                                                                                           | Catania, Sicilien               | Största klockan | -       | -                | 7,6 (7616 kg)        | Giacomo Sanfilippo e Figli                                 | 1614                             |
| 11 | En kyrka, möjl. Basilica del Santuario                                                          | Loreto                          | Loreta | e°      | 2,44             | 7                    | Bernardino, Rimini                                         | 1515                             |
| 12 | Domen i Milano                                                                                  | Milano                          | Största klockan | -       | -                | 8,6                  | Giovanni Battista Busca                                    | 1582                             |
| 13 | ”Mangiatornet” torre del Mangia                                                                 | Siena                           | - | -       | -                | 7                    | -                                                          | 1665                             |
| 14 | kommunalt (rådhus)torn                                                                          | Bergamo                         | En klocka | -       | -                | 6,5                  | ett klockgjuteri i Verona                                  | 1653                             |
| 15 | Pfarrkirche Heilig Kreuz ”Sockenkyrkan Heliga Kors”                                             | Lana, Sydtyrolen                | Herz Jesu-glocke | -       | -                | 6,24 (6248 kg)       | Grassmayrs klockgjuteri, Innsbruck                         | 1996                             |
| 16 | Heliga korsets kyrka, chiesa di Santa Croce                                                     | Lana d'Adige                    | Största klockan | g°      | 2,04             | 6,15 (6148 kg)       | Grassmayrs klockgjuteri, Innsbruck                         | -                                |
| 17 | Kampanilen vid katedralen Santa Maria del Fiore                                                 | Florens                         | Campanone eller Santa Reparata | a°      | 2                | 5                    | Antonio Petri                                              | 1705                             |

## Luxemburg
| Nr | Kyrka                                         | Stad       | Klockans namn | Slagton | Diameter (meter) | Vikt (ton)      | Klockgjutare                    | Gjutningsår (förstörelseår) |
| -- | --------------------------------------------- | ---------- | ------------- | ------- | ---------------- | --------------- | ------------------------------- | --------------------------- |
| 1  | Sankt Willibrords basilika, nordvästra tornet | Echternach | Willibrord    | f       | 2,22 (2 215 mm)  | 6,99 (6 985 kg) | Klockgjuteriet Mark, Brocksheid | 2000                        |
| 2  | Sankt Willibrords basilika, nordvästra tornet | Echternach | Okänt namn    | fiss    | -                | 6,2             | Eijsbouts klockgjuteri, Aalst   | 1953 (2000, omgjutning)     |
| 3  | Sankt Willibrords basilika, nordvästra tornet | Echternach | Benedikt      | giss    | 2                | 5,53            | Klockgjuteriet Mark, Brocksheid | 1999                        |

En något lättare klocka Willibrord, som väger 6,37 ton och som givits till klockmuseet i Herrenberg i Baden-Würtemberg i Sydtyskland står idag utanför detta museum och listas nedan i tabellen över Tysklands tyngsta klockor (liksom ovan i huvudlistan). Denna klocka göts också av klockgjuteriet Mark och gjordes för Sankt Willibrords basilika i Echternach, men den stämde inte med de övriga klockorna i kyrkan, varför den nya något tyngre klockan Willibrord ovan göts.

## Malta

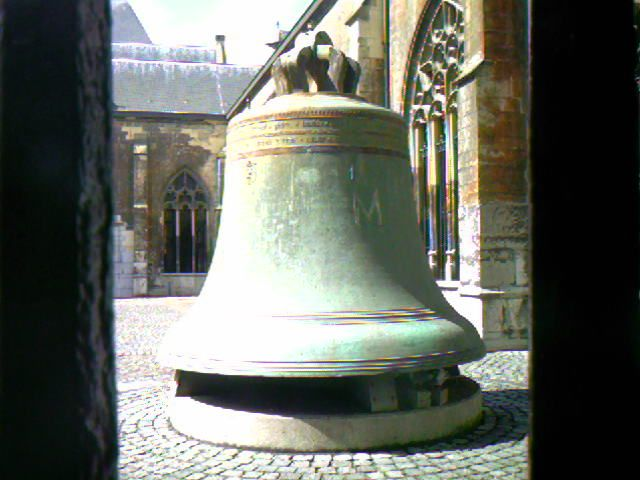
Gamla klockan Grameer på marken framför kyrkan Sint-Servaaskerk i Maastricht

| Nr | Kyrka                                                                          | Stad     | Klockans namn                                        | Slagton | Diameter (meter) | Vikt (ton)      | Klockgjutare          | Gjutningsår (förstörelseår) |
| -- | ------------------------------------------------------------------------------ | -------- | ---------------------------------------------------- | ------- | ---------------- | --------------- | --------------------- | --------------------------- |
| 1  | Minnesmärket över segern och de döda i andra världskriget: Siege Bell Memorial | Valletta | Memorial Siege Bell "Minnesmärket belägringsklockan" | e°      | 2,64             | 10,9 eller 10,7 | Klockgjuteriet Taylor | 1992                        |
| 2  | Katedralen Saint John's Co-Cathedral                                           | Valletta | Största klockan                                      | -       | -                | 6,5             | på Malta              | mellan åren 1660 och 1759   |

## Nederländerna
| Nr | Kyrka                                              | Stad             | Klockans namn                                 | Slagton | Diameter (meter) | Vikt (ton) | Klockgjutare                                          | Gjutningsår |
| -- | -------------------------------------------------- | ---------------- | --------------------------------------------- | ------- | ---------------- | ---------- | ----------------------------------------------------- | ----------- |
| 1  | Grote Kerk                                         | Dordrecht        | -                                             | e°      | 2,52             | 9,83       | Eijsbouts klockgjuteri                                | 1999        |
| 2  | Eusebiuskerk (Grote Kerk)                          | Arnhem           | -                                             | e°      | 2,47             | 9,2        | Petit & Fritsen                                       | 1994        |
| 3  | Oude Kerk                                          | Delft            | Bourdon                                       | f       | 2,3              | 8,75       | Hendrick van Trier (Henrik eller Heinrich från Trier) | 1570        |
| 4  | Domen i Utrecht                                    | Utrecht          | Salvator                                      | fiss    | 2,27             | 8,095      | Gerhard van Wou                                       | 1505        |
| 5  | Sankt Martinidomen (Sankt Martinsdomen)            | Groningen        | Salvator                                      | fiss    | 2,22             | 7,85       | Hendrick van Trier                                    | 1577        |
| 6  | Westerkerk                                         | Amsterdam        | - (slagklocka för tornuret)                   | f       | 2,27             | 7,509      | Assuerus Koster                                       | 1636        |
| 7  | Domen i Utrecht                                    | Utrecht          | - (slagklocka för tornuret)                   | fiss    | 2,25             | 6,95       | Eijsbouts klockgjuteri                                | 1972*       |
| 8  | Grote Kerk                                         | Dordrecht        | -                                             | fiss    | 2,21             | 6,62       | Eijsbouts klockgjuteri                                | 1999        |
| 9  | Sankt Martinidomen                                 | Groningen        | Basklocka i ett 52-klockors klockspel         | fiss    | -                | ~6,6       | Eijsbouts klockgjuteri                                | 1984        |
| 10 | Domen i Utrecht                                    | Utrecht          | Subbasklocka i ett 50-klockors klockspel      | fiss    | -                | ~6,6       | Eijsbouts klockgjuteri                                | 1974        |
| 11 | Sint-Servaaskerk                                   | Maastricht       | Grameer                                       | g°      | 2,19             | 6,35       | Willem en Jaspar Moer                                 | 1515*       |
| 12 | Sint-Servaaskerk                                   | Maastricht       | Grameer                                       | g°      | 2,20             | 6,270      | Eijsbouts klockgjuteri                                | 1983        |
| 13 | Abdijtoren, "Lange Jan"                            | Middelburg       | -                                             | g°      | 2,13             | 6,15       | Claes Noorden en Jan de Grave                         | 1715        |
| 14 | Eusebiuskerk                                       | Arnhem           | -                                             | fiss    | 2,19             | 6,108      | Petit & Fritsen                                       | 1994*       |
| 15 | Oldenhove                                          | Leeuwarden       | -                                             | giss    | ca 2             | ca 6       | Hans Falck, Nürnberg                                  | 1633*       |
| 16 | Grote Kerk, St. Jakobstoren ("Sankt Jakobstornet") | Haag             | Jhesus, basklocka i ett 51-klockors klockspel | g       | -                | ca 6       | Jasper & Jan Moer                                     | 1514        |
| 17 | Domen i Utrecht                                    | Utrecht          | Maria                                         | giss    | 2,03             | 5,915      | Gerhard van Wou                                       | 1505        |
| 18 | Sint-Janskathedraal                                | 's-Hertogenbosch | -                                             | g°      | 2,10             | 5,75       | Jacob Noteman                                         | 1641*       |
| 19 | Stadshuset                                         | Rotterdam        | -                                             | g°      | 2,10             | 5,7        | Petit & Fritsen                                       | 1948        |
| 20 | Grote Kerk                                         | Dordrecht        | -                                             | g°      | 2,09             | 5,608      | Eijsbouts klockgjuteri                                | 1965        |
| 21 | Eusebiuskerk                                       | Arnhem           | -                                             | g°      | 2,09             | 5,5        | Petit & Fritsen                                       | 1964        |
| 22 | Abdijtoren, "Lange Jan"                            | Middelburg       | -                                             | g°      | 2,09             | 5,5        | Van Bergen                                            | 1955        |
| 23 | Nieuwetoren                                        | Kampen           | basklocka, bourdon i ett klockspel            | g°      | 14,81            | 4,7        | Gerhard van Wou                                       | 1481        |
| 24 | Grote Kerk                                         | Dordrecht        | Fjärde klockan i klockspelet                  | g°      | 1,98             | 4,61       | Eijsbouts klockgjuteri                                | 1999        |
| 25 | Grote Kerk                                         | Dordrecht        | Femte klockan i klockspelet                   | a°      | 1,86             | 4,033      | Eijsbouts klockgjuteri                                | 1965        |

I de fall gjutningsåret är markerat med en stjärna (*) finns uppgifterna enbart på nederländska Wikipedia, i listan där eller i vissa fall i andra artiklar..

## Norge
| Nr | Kyrka        | Stad      | Klockans namn                                           | Slagton | Diameter (meter) | Vikt (ton) | Klockgjutare          | Gjutningsår |
| -- | ------------ | --------- | ------------------------------------------------------- | ------- | ---------------- | ---------- | --------------------- | ----------- |
| 1  | Oslo rådhus  | Oslo      | basklocka i rådhusets klockspel (Norges största klocka) | e°      | 1,88             | 3,9        | Olsen Nauen, Tønsberg | 1952        |
| 2  | Nidarosdomen | Trondheim | Holst-klokka (Norges största kyrkklocka)                | h°      |                  |            |                       |             |

## Polen
| Nr | Kyrka                                                                               | Stad         | Klockans namn                            | Slagton | Diameter (meter) | Vikt (ton)                                          | Klockgjutare                          | Gjutningsår                     |
| -- | ----------------------------------------------------------------------------------- | ------------ | ---------------------------------------- | ------- | ---------------- | --------------------------------------------------- | ------------------------------------- | ------------------------------- |
| 1  | Matki Bozej Lichenskiej Basilica (”Vårfrubasilikan i Lichen”), Polens största kyrka | Stary Lichen | Maryja Bogurodzica "Maria Gudsföderskan” | c0      | 3,12             | 15                                                  | klockgjuteriet Felczynskich, Przemyśl | någon gång under åren 1994-2004 |
| 2  | Matki Bozej Lichenskiej Basilica (”Vårfrubasilikan i Lichen”)                       | Stary Lichen | Josef                                    | e°      | -                | 11,6                                                | klockgjuteriet Felczynskich, Przemyśl | någon gång under åren 1994-2004 |
| 3  | Wawelkatedralen                                                                     | Kraków       | Sigismundklockan                         | g°      | 2,42 (2424 mm)   | 10,98                                               | Hans Beham, Nürnberg                  | 1520                            |
| 4  | Mariakyrkan i Gdańsk                                                                | Gdańsk       | Gratia Dei (latin: ”Guds nåd”)           | fiss°   | -                | 7,85                                                | Felczynski, Przemyśl                  | 1970                            |
| 5  | Toruns katedral                                                                     | Toruń        | Tuba Dei                                 | ass°    | 2,01             | 7,24 (7238 kg, inklusive kläppen, som väger 200 kg) | -                                     | 1500                            |
| 6  | Mariakyrkan i Gdańsk                                                                | Gdańsk       | Gratia Dei                               | a°      | -                | 6,8                                                 | -                                     | 1453 (andra världskriget)       |
| 7  | Katedralen i Gniezno                                                                | Gniezno      | -                                        | a°      | -                | 6,28                                                | -                                     | -                               |
| 8  | Matki Bozej Lichenskiej Basilica (”Vårfrubasilikan i Lichen”)                       | Stary Lichen | Dzwon Piotr (”Petersklockan”)            | g°      | -                | 5,6                                                 | klockgjuteriet Felczynskich, Przemyśl | någon gång under åren 1994-2004 |

## Portugal
| Nr | Kyrka eller plats     | Stad     | Klockans namn                     | Slagton | Diameter (meter) | Vikt (ton)  | Klockgjutare eller gjutningsplats | Gjutningsår (förstörelseår) |
| -- | --------------------- | -------- | --------------------------------- | ------- | ---------------- | ----------- | --------------------------------- | --------------------------- |
| 1  | Katedralen i Lissabon | Lissabon | Största klockan                   | d       | -                | 20          | -                                 | 1556                        |
| 2  | Palatskyrkan          | Mafra    | Timklockan                        | -       | -                | 10,5        | -                                 | -                           |
| 3  | Palatskyrkan          | Mafra    | Bourdon (basklocka) i klockspelet | f       | -                | 9,64        | Willem Witlockx, Antwerpen        | 1730                        |
| 4  | Palatskyrkan          | Mafra    | Den andra storklockan             | fiss    | -                | 9 (9025 kg) | Willem Witlockx, Antwerpen        | 1730                        |

I klockspelet i palatskyrkan i Mafra finns en basklocka stämd i giss, vilken också kan kvalificera sig som en av Europas största klockor, den har källan dock inga uppgifter om och har alltså inte kunnat listas här eller i källans lista.

## Rumänien
| Nr | Kyrka                           | Stad eller plats | Vikt (ton) | Klockgjutare och gjutningsplats | Gjutningsår |
| -- | ------------------------------- | ---------------- | ---------- | ------------------------------- | ----------- |
| 1  | Biserica Neagra ”Svarta kyrkan” | Brașov, Rumänien | 6,3        | -                               | -           |

## Ryssland
| Nr | Kyrka eller plats                                                          | Stad                                          | Klockans namn                                                      | Slagton           | Diameter (meter) | Vikt (ton)         | Klockgjutare eller gjutningsplats | Gjutningsår (förstörelseår)  |
| -- | -------------------------------------------------------------------------- | --------------------------------------------- | ------------------------------------------------------------------ | ----------------- | ---------------- | ------------------ | --------------------------------- | ---------------------------- |
| 1  | Kreml (vid klocktornet Ivan Velikij)                                       | Moskva                                        | Tsar Kolokol (III)                                                 | defekt (sprucken) | 6,82             | 196,6 (196 567 kg) | Motorin                           | 1736                         |
| 2  | Den stora klockans torn vid tornet Ivan Velikij (Kreml)                    | Moskva                                        | Tsar Kolokol II                                                    | -                 | -                | 130                | -                                 | - (förstörd i en brand 1701) |
| 3  | Trefaldighetens-Sergius lavra (klocktornet)                                | Sergijev Posad                                | Tsar eller Tsarskij Kolokol                                        | -                 | -                | 72                 | Sankt Petersburg                  | 2003                         |
| 4  | Trefaldighetens-Sergius lavra (klocktornet)                                | Sergijev Posad                                | Tsar, Tsarskij Kolokol eller Trotzkoi                              | -                 | -                | 65,5               | Sankt Petersburg                  | 1748? (smältes ner 1930)     |
| 5  | Den stora klockans torn vid tornet Ivan Velikij (Kreml)                    | Moskva                                        | Uspenskij eller Velikij Uspenskij Kolokol "Stora bebådelseklockan" | -                 | -                | 65,5               | -                                 | 1817                         |
| 6  | Savvino-Storozjevskijs kloster                                             | Zvenigorod                                    | den mest sonorusa (”högt ljudande, välklingande”) klockan          | b♭                | 3,65             | 35                 | Vera LLC, Voronezj                | ca 2001                      |
| 7  | Savvino-Storozjevskijs kloster                                             | Zvenigorod                                    | den mest sonorusa (”högt ljudande, välklingande”) klockan          | -                 | -                | 34,8               | -                                 | 1667 (1941)                  |
| 8  | Jurevs kloster                                                             | i närheten av Novgorod                        | -                                                                  | -                 | -                | 32,76              | -                                 | -                            |
| 9  | Kirillo-Belozerskijs kloster                                               | Vologda oblast                                | -                                                                  | -                 | -                | 32,76              | -                                 | -                            |
| 10 | Kreml                                                                      | Moskva                                        | Reut                                                               | -                 | -                | 32,76              | -                                 | 1622                         |
| 11 | En kyrka/katedral                                                          | Rostov (Rostov Velikij ”Stora Rostov”)        | Sysoj                                                              | -                 | -                | 32,76              | -                                 | 1689                         |
| 12 | Isakskatedralen                                                            | Sankt Petersburg                              | -                                                                  | -                 | -                | 30,5               | -                                 | mitten av 1800-talet         |
| 13 | Trefaldighetens-Sergius lavra                                              | Sergijev Posad                                | Godunov-klockan                                                    | -                 | -                | 30,3               | -                                 | 1600                         |
| 14 | Frälsarkatedralen                                                          | Moskva                                        | Torzhestvennyj-klockan                                             | -                 | -                | 35                 | Moskva                            | 1878                         |
| 15 | Novgorods kreml                                                            | Novgorod                                      | -                                                                  | -                 | -                | 26,44              | -                                 | 1659                         |
| 16 | Trefaldighetens-Sergius lavra (klocktornet)                                | Sergijev Posad                                | Pervenets                                                          | -                 | -                | 24,49              | Moskva                            | 2002                         |
| 17 | Kreml                                                                      | Moskva                                        | Pervenets                                                          | -                 | -                | 25,99              | -                                 | 1878                         |
| 18 | Trefaldighetens-Sergius lavra (klocktornet)                                | Sergijev Posad                                | -                                                                  | -                 | -                | 20,9               | Moskva                            | 2002                         |
| 19 | Nikolo-Ugresjskijklostret                                                  | i närheten av Moskva                          | -                                                                  | -                 | -                | 20,15              | -                                 | -                            |
| 20 | Jurevs kloster                                                             | i närheten av Novgorod                        | -                                                                  | -                 | -                | 18,67              | -                                 | 1878                         |
| 21 | Znamenskijs kloster                                                        | Kursk                                         | -                                                                  | -                 | -                | 17,1               | -                                 | -                            |
| 22 | En kyrka                                                                   | byn Miskovo, Kostroma oblast                  | -                                                                  | -                 | -                | 16,97              | -                                 | -                            |
| 23 | En kyrka                                                                   | Ozjory, Moskva oblast                         | -                                                                  | -                 | -                | 16,87              | -                                 | -                            |
| 24 | Heliga Trefaldighets kloster                                               | Belgorod, Kursks oblast                       | -                                                                  | -                 | -                | 16,7               | -                                 | -                            |
| 25 | Heliga Trefaldighets kloster                                               | Belgorod, Kursks oblast                       | -                                                                  | -                 | -                | 16,7               | -                                 | -                            |
| 26 | Ivan Velikijs klocktorn vid Uspenskijkatedralen i Kreml                    | Moskva                                        | -                                                                  | -                 | -                | 16,66              | -                                 | -                            |
| 27 | En kyrka                                                                   | Tobolsk, Sibirien (noga räknat inte i Europa) | Sibiriens största klocka (troligen förstörd)                       | -                 | -                | 16,57              | -                                 | 1738                         |
| 28 | Vlasjevskijs kyrka                                                         | Jaroslavl                                     | -                                                                  | -                 | -                | 16,5               | -                                 | -                            |
| 29 | Spaso-Simonovs kloster                                                     | Moskva                                        | -                                                                  | -                 | -                | 16,38              | -                                 | -                            |
| 30 | Nikolo-Berliukovskaiaeremitaget                                            | Bogorodskij distrikt, Moskva oblast           | -                                                                  | -                 | -                | 16,38              | -                                 | -                            |
| 31 | Jerusalemkyrkan                                                            | Bronnitsij, Moskva oblast                     | -                                                                  | -                 | -                | 16,38              | -                                 | -                            |
| 32 | Voskresenskijs kyrka                                                       | Pavlovo Posad, Moskva oblast                  | -                                                                  | -                 | -                | 16,38              | -                                 | -                            |
| 33 | Dorofivaialugskajaeremitaget                                               | Rybinsk, Jaroslavl oblast                     | -                                                                  | -                 | -                | 16,38              | -                                 | -                            |
| 34 | Uspenskijkatedralen                                                        | Rostov (Rostov Velikij ”Stora Rostov”)        | Polielejnyj                                                        | -                 | -                | 16,38              | -                                 | -                            |
| 34 | Marie bebådelsekatedralen, Blagovesjtjenskij sobor (”bebådelsekatedralen”) | Kazan                                         | -                                                                  | -                 | -                | 16,38              | -                                 | -                            |
| 35 | En kyrka/katedral                                                          | Ivanovo                                       | -                                                                  | -                 | -                | 16,38              | -                                 | -                            |
| 36 | En kyrka                                                                   | byn Kimrij, Tver oblast                       | -                                                                  | -                 | -                | 16,38              | -                                 | -                            |
| 37 | En kyrka                                                                   | Pavlovo, Nizjnij Novgorod oblast              | -                                                                  | -                 | -                | 16,38              | -                                 | -                            |
| 38 | Katedralen i Tver                                                          | Tver                                          | -                                                                  | -                 | -                | 16,38              | -                                 | -                            |
| 39 | Gamla Valamo kloster                                                       | på en ö i sjön Ladoga                         | -                                                                  | -                 | -                | 16                 | -                                 | -                            |
| 40 | Bebådelsekatedralen, Blagovesjtjenskij sobor                               | Voronezj                                      | -                                                                  | -                 | -                | 6                  | -                                 | -                            |

## Schweiz
| Nr | Ort eller kyrka                                                                       | Klockans namn                                      | Slagton (tonhöjd) | Vikt (ton)           | Diameter (meter) | Klockgjutare                       | Gjutningsår         |
| -- | ------------------------------------------------------------------------------------- | -------------------------------------------------- | ----------------- | -------------------- | ---------------- | ---------------------------------- | ------------------- |
| 1  | Domen i Bern, Berner Münster                                                          | Grosse Glocke (”stora klockan”)                    | e°                | 10,55                | -                | A. Zehnder Bern / P. Füssli Zürich | 1611                |
| 2  | Berneck, katolska kyrkan                                                              | -                                                  | f°                | 9,1                  | -                | Giesserei Staad SG                 | 1938                |
| 3  | Gossau, katolska kyrkan                                                               | -                                                  | f°                | 8,695                | -                | Rüetschi AG, Aarau                 | 1904                |
| 4  | Rorschach, reformerta kyrkan                                                          | -                                                  | f°                | 8,137                | -                | H.Ruetschi, Aarau                  | 1904                |
| 5  | Stiftskirche Sankt Gallen                                                             | -                                                  | e°                | 7,8                  | -                | Keiser Peter Ludwig, Zug           | 1768                |
| 6  | Herisau, reformerta kyrkan                                                            | -                                                  | gess°             | 7,5                  | -                | Grieshaber Franz Anton, Waldshut   | 1756                |
| 7  | Fribourg, katolska katedralen "Cathedrale de Saint Nicolas"                           | Cloche de Notre Dame Marie, ”Vårfru Mariaklockan”  | g°                | 7,3                  | 2,2              | Monturiolis Petrus, Besançon       | 1505                |
| 8  | Pfäffikon, katolska kyrkan                                                            | -                                                  | gess°             | 7,04                 | -                | Rüetschi AG, Aarau                 | 1965                |
| 9  | Niedergösgen, katolska kyrkan                                                         | -                                                  | gess°             | 7,02                 | -                | Rüetschi AG, Aarau                 | 1960                |
| 10 | Aarau, katolska kyrkan                                                                | -                                                  | gess°             | 6,97                 | -                | Rüetschi AG, Aarau                 | 1960                |
| 11 | Domen i Bern, Berner Münster                                                          | Mittagsglocke (“Middagsklockan”)                   | giss°             | 6,75                 | -                | Franz Sermond, Bern                | 1583                |
| 12 | Domen i Lausanne                                                                      | Marie Madeleine                                    | giss°             | 6,6                  | -                | Franz (François) Sermond, Bern     | 1582                |
| 13 | Eglise Notre-Dame-des-sept-douleurs ”De sju smärtornas Vårfrukyrka”, Flanthey, Valais | ”subbourdon” “subbordunen” eller ”underbasklockan” | fiss°             | ~6,4 (beräknad vikt) | -                | -                                  | -                   |
| 14 | (Katolska) katedralen i Genève, Cathédrale St.Pierre                                  | La Clémence                                        | fiss°             | 6,2 (6238 kg)        | 2,19             | Rüetschi AG, Aarau                 | 1407, omgjuten 1902 |

Uppgifterna i tabellen är hämtade från en tabell i en artikel på tyska Wikipedia.

## Serbien
| Nr | Kyrka             | Stad eller plats | Vikt (ton) | Klockgjutare och gjutningsplats    | Gjutningsår |
| -- | ----------------- | ---------------- | ---------- | ---------------------------------- | ----------- |
| 1  | Sankt Savas kyrka | Belgrad, Serbien | 6,2        | Grassmayrs klockgjuteri, Innsbruck | 2001        |

## Spanien
| Nr | Kyrka eller plats                               | Stad                   | Klockans namn                                                                      | Slagton | Diameter (meter) | Vikt (ton)          | Klockgjutare           | Gjutningsår (förstörelseår)            |
| -- | ----------------------------------------------- | ---------------------- | ---------------------------------------------------------------------------------- | ------- | ---------------- | ------------------- | ---------------------- | -------------------------------------- |
| 1  | Katedralen i Toledo (Catedral Primada)          | Toledo                 | San Eugenio La Gorda eller Campana Gorda                                           | d       | 2,93             | 14,6 (ca 14 564 kg) | Alejandro Gargollo     | 1753                                   |
| 2  | Catedral de Santa María la Real                 | Pamplona               | María eller La Mayor,                                                              | -       | 2,59             | ca 10,06            | Pedro de Villanueva    | 1584                                   |
| 3  | Klocktornet Micalet vid Catedral de Santa Maria | Valencia               | El Micalet eller La Micalet (timklocka)                                            | -       | 2,1              | ca 7,5 (ca 7514 kg) | Lluís Trilles          | 1539                                   |
| 4  | Catedral de la Santa Cruz y Santa Eulalia       | Barcelona              | Campana de les hores (timklockan) eller Eulàlia, Alfonsa eller Maria de les Mercès | -       | 2,32             | 7,23                | Francesc Calbetó       | 1865                                   |
| 5  | Katedralen i Santiago de Compostela             | Santiago de Compostela | Timklocka, katedralens största klocka                                              | g0      | -                | 6,66                | Eijsbouts klockgjuteri | 1989 (efter en modell från 1700-talet) |
| 6  | Catedral de Santa María                         | Murcia                 | Agueda-martillo                                                                    | -       | 2,23             | 6,42 (6 421 kg)     | Fernando Verona        | 1790                                   |
| 7  | Catedral de la Encarnación                      | Granada                | La Santamaría o La Gorda                                                           | -       | 2,22             | 6,34 (6 335 kg)     | Bernardo Venero        | 1778                                   |
| 8  | Katedralen i Santiago de Compostela             | Santiago de Compostela | Berenguela                                                                         | -       | 2,55             | 6,2 (6 211 kg)      | Pedro Güemes           | 1729                                   |
| 9  | Catedral de El Pilar                            | Zaragoza               | La Campana de los Sitios                                                           | -       | 2,2              | 6,17 (6 165& kg)    | Andrés de Asín         | 1715                                   |
| 10 | Katedralen i Toledo (Catedral Primada)          | Toledo                 | San Sebastián                                                                      | -       | 2,16             | 5,84 (5 835 kg)     | Gregorio de Barcia     | 1681                                   |
| 11 | Catedral de Santa María de la Sede              | Sevilla                | Santa Maria, la Mayor, la Gorda eller de golpe                                     | -       | 2,1              | 5,36 (5 362 kg)     | Balavarca              | 1588                                   |

## Storbritannien
| Nr | Kyrka eller plats                                                                                       | Stad                                          | Klockans namn                                                                                          | Slagton                                             | Diameter (meter)        | Vikt (ton)            | Klockgjuteri och gjuteriort                              | Gjutningsår                                                                            |
| -- | --- | --------------------------------------------- | --- | --------------------------------------------------- | ----------------------- | --------------------- | -------------------------------------------------------- | -------------------------------------------------------------------------------------- |
| 1  | Sankt Pauls-katedralen                                                                                  | London                                        | Great Paul                                                                                             | cis°                                                | -                       | 17                    | klockgjuteriet Warner                                    | 1881                                                                                   |
| 2  | Storbritanniens parlamentshus (Westminsterpalatset)                                                     | London                                        | Gamla Big Ben (se Big Ben)                                                                             | es°                                                 | -                       | 16,2                  | Klockgjuteriet Taylor i Loughborough                     | 1856                                                                                   |
| 3  | Liverpool Cathedral                                                                                     | Liverpool                                     | Great George                                                                                           | d°                                                  | -                       | 15,01                 | Klockgjuteriet Taylor                                    | 1940                                                                                   |
| 4  | Storbritanniens parlamentshus (Westminsterpalatset)                                                     | London                                        | Dagens Big Ben                                                                                         | -                                                   | 2,1                     | 13,76                 | G. Mears & Co. (klockgjuteriet Whitechapel Bell Foundry) | 1858                                                                                   |
| 5  | York Minster                                                                                            | York                                          | Great Peter                                                                                            |                                                     | -                       | 11                    | Whitechapel bell foundry                                 | 1927                                                                                   |
| 6  | York Minster                                                                                            | York                                          | Gamla Great Peter                                                                                      | -                                                   | -                       | 10,92                 | C & G Mears (detsamma som Whitechapel bell foundry)      | 1845                                                                                   |
| 7  | Council House (fullmäktigehuset, stadshuset)                                                            | Nottingham                                    | Little John                                                                                            | ess                                                 | -                       | 10,53                 | Klockgjuteriet Taylor                                    | 1928                                                                                   |
| 8  | Tornet Wills Tower, i Bristols universitets huvudbyggnad                                                | Bristol                                       | Great George                                                                                           | diss (321 Hz)                                       | -                       | 9,72                  | Klockgjuteriet Taylor                                    | 1925                                                                                   |
| 9  | Tornet Highmoor Bell Tower på ett privat gods                                                           | Wigton i Cumbria,                             | Joe o'Highmoor                                                                                         | giss (427 Hz)                                       | -                       | 8,94                  | Klockgjuteriet Taylor                                    | 1884 (1920)                                                                            |
| 10 | Stadshuset (town hall)                                                                                  | Manchester,                                   | Great Abel (timklocka)                                                                                 | fiss                                                | -                       | mellan 8,23 och 8,27  | Klockgjuteriet Taylor                                    | 1882                                                                                   |
| 11 | Oseneys kloster (Oseney Abbey), senare Tom Tower, (Tom Tower) i Oxford                                  | väster om Oxford,                             | Efter reformationen kallad Great Tom                                                                   | -                                                   | 7,72                    | Klockgjuteriet Taylor | medeltiden (1680, göts om se Great Tom, Oxford, nedan)   |                                                                                        |
| 12 | Saint Mary’s klosterkyrka i Buckfast Abbey                                                              | Buckfastleigh i grevskapet Devon vid Cornwall | Hosanna                                                                                                | -                                                   | -                       | 7,57                  | Klockgjuteriet Taylor                                    | 1936                                                                                   |
| 13 | Beverley Minster                                                                                        | Beverley, East Riding of Yorkshire            | Great John                                                                                             | g (395 Hz)                                          | -                       | 7,15                  | Klockgjuteriet Taylor                                    | 1901                                                                                   |
| 14 | Stadshuset (town hall)                                                                                  | Manchester                                    | Great Abel                                                                                             | fiss                                                | -                       | 6,55                  | Klockgjuteriet Taylor                                    | 1876 (1882, göts om)                                                                   |
| 15 | Tom Tower ”Tom-tornet”, vid Christ Church College                                                       | Oxford                                        | Great Tom                                                                                              | a/aiss                                              | -                       | 6,32                  | Christopher Hodson                                       | 1680 (göts om, se ovan)                                                                |
| 16 | Klocktornet The Chamberlain Clock Tower i Birmingham University                                         | Birmingham                                    | Big Joe eller Big Brum                                                                                 | g (401 Hz)                                          | -                       | 6,18                  | Klockgjuteriet Taylor                                    | 1908                                                                                   |
| 17 | Newcastles anglikanska katedral                                                                         | Newcastle upon Tyne                           | Major                                                                                                  | -                                                   | -                       | 6,02                  | Klockgjuteriet Taylor                                    | 1891                                                                                   |
| 18 | Katedralen i Lincoln                                                                                    | Lincoln                                       | Great Tom                                                                                              | g (401 Hz)                                          | 6,55 meter (6 553,2 mm) | 5,49                  | Thomas Hears på klockgjuteriet Whitechapel Bell foundry  | 1834 (omgjuten och kraftigt förstorad, liksom även 1610)                               |
| 19 | Basilica of Saint Gregory the Great i det katolska benediktinerklostret Downside Abbey (Downside Abbey) | Lincoln                                       | Great Bede (sedan 1901)                                                                                | g (före omstämningen 1901 var tonen giss, 420,5 Hz) | -                       | 5,4                   | Klockgjuteriet Taylor                                    | 1900 (inköpt av Beverley Minster 1610)                                                 |
| 20 | Sankt Pauls-katedralen                                                                                  | London                                        | Great Tom (idag timklocka), gåva av Vilhelm III av England 1698, hängde tidigare i Westminsterpalatset | aiss                                                | -                       | 5,49                  | Richard Phelps                                           | 1716 (omgjuten och vägde därefter över 5 ton, göts även om 1610, 1708, 1709, och 1710) |
| 21 | Stadshuset (town hall)                                                                                  | Manchester                                    | tidigare näst största klockspelsklockan                                                                | -                                                   | -                       | 5,08                  | Klockgjuteriet Taylor                                    | 1834 (göts om till klockspelsklockor 1936)                                             |

## Sverige
| Nr | Kyrka                   | Stad      | Klockans namn | Slagton | Diameter (meter) | Vikt (ton)                                                           | Klockgjutare                                                     | Gjutningsår (förstörelseår)                |
| -- | ----------------------- | --------- | ------------- | ------- | ---------------- | -------------------------------------------------------------------- | ---------------------------------------------------------------- | ------------------------------------------ |
| 1  | Uppsala domkyrka        | Uppsala   | Storan        | fiss° f | 2,23             | 7,37 (7 367 kg)                                                      | -                                                                | 1702                                       |
| 2  | Göteborgs domkyrka      | Göteborg  | Storklockan   | -       | -                | 6                                                                    | Charles Apelquist, ”Kongl. Styckgjuteriet, Marieberg”, Stockholm | 1815 (1907, omgjuten 1912, se nr. 7 nedan) |
| 3  | Göteborgs domkyrka      | Göteborg  | Storklockan   | giss°   | ca 2             | 5,38 (utan kläpp), med den sprängda kläppen från 1815 drygt 5,65 ton | M & O skalle, Ystad                                              | 1923 (sprack 1924)                         |
| 4  | Tyska kyrkan            | Stockholm | Storklockan   | g°      | 2.1              | 6                                                                    | J G Grosse, Dresden                                              | 1884                                       |
| 5  | Göteborgs domkyrka      | Göteborg  | Storklockan   | giss°   | 2,01             | 5,55 ton (inkl. kläppen på 270 kg. Utan kläpp: 5,28 ton)             | M & O Ohlsson, Ystad                                             | 1925                                       |
| 6  | Linköpings domkyrka     | Linköping | Storklockan   | b♭      | -                | 5,1                                                                  | Peter Eliasson                                                   | Medeltida? (Omgjuten 1624,1667,1759)       |
| 7  | Storkyrkan              | Stockholm | Storklockan   | b♭      | 2                | 5                                                                    | Jurgen Putensen                                                  | 1638                                       |
| 8  | Göteborgs domkyrka      | Göteborg  | Storklockan   | -       | -                | 4,8                                                                  | Bergholtz klockgjuteri, Stockholm                                | 1912 (1918)                                |
| 9  | Stora Kopparbergs kyrka | Falun     | Storklockan   | ass     | -                | 4,5                                                                  | ?                                                                | 1598 (omgjuten 1744)                       |

## Tjeckien
| Nr | Kyrka                                                   | Stad    | Klockans namn                     | Slagton | Diameter (meter) | Vikt (ton)          | Klockgjutare           | Gjutningsår (förstörelseår) |
| -- | ------------------------------------------------------- | ------- | --------------------------------- | ------- | ---------------- | ------------------- | ---------------------- | --------------------------- |
| 1  | Katedrála svatého Vita "Sankt Vitus katedral", Hradcany | Prag    | Zvon Zikmund (”Sigismundklockan”) | f0      | 2,56             | 13,5                | -                      | 1702                        |
| 2  | Katedrála svatého Václava                               | Olomouc | Svatý Václav ”Sankt Vaclav”       | e° +3   | 2,42             | 8,16 ton (8 156 kg) | F. Seltenhoffer, Víden | 1827                        |

## Tyskland
| Nr | Kyrka                                                                    | Stad                           | Klockans namn | Slagton                                     | Diameter (meter) | Vikt (ton)                                              | Klockgjutare och gjutningsplats                                                                      | Gjutningsår (förstörelseår)                     |
| -- | ------------------------------------------------------------------------ | ------------------------------ | --- | ------------------------------------------- | ---------------- | ------------------------------------------------------- | --- | ----------------------------------------------- |
| 1  | Kölnerdomen                                                              | Köln                           | Kaiserglocke | ciss+90                                     | 3,42             | 27,8                                                    | Andreas Hamm, Frankenthal (Pfalz)                                                                    | 1870 (1918)                                     |
| 2  | Kölnerdomen                                                              | Köln                           | Sankt Petersglocke | c°                                          | 3,22             | 24,2                                                    | Heinrich Ulrich, Apolda                                                                              | 1923                                            |
| 3  | På rådhusplatsen                                                         | Bochum                         | - | fungerar inte längre på grund av krigsskada | 3,13             | 15                                                      | Bochumer Verein, Bochum                                                                              | 1867                                            |
| 4  | Stiftskirche (klosterkyrkan)                                             | Neustadt an der Weinstrasse    | Kaiser Ruprechtsglocke | es0                                         | 3,2              | 14                                                      | Bochumer Verein, Bochum                                                                              | 1817                                            |
| 5  | Kaiser-Wilhelm-Gedächtniskirche                                          | Berlin                         | Königin Luise - Kaiser Wilhelm I. | e0                                          | -                | 13,8                                                    | Firma Franz Schilling (Apolda)                                                                       | 1895 (1943)                                     |
| 6  | Domen i Frankfurt                                                        | Frankfurt                      | Gloriosa | e0 +2                                       | 2,59             | 11,95                                                   | J. G. Grosse, Dresden                                                                                | 1877                                            |
| 7  | Kreuzkirche                                                              | Dresden                        | Kreuzglocke | e0 +5                                       | 2,58 (2583 mm)   | 11,5 (11 511 kg)                                        | Franz Schilling, Apolda                                                                              | 1899                                            |
| 8  | domen i Erfurt                                                           | Erfurt                         | Maria Gloriosa | e0 +3                                       | 2,58             | 11,45                                                   | Gerhard van Wou från Kampen på domberget i Erfurt                                                    | 1497                                            |
| 9  | Kölnerdomen                                                              | Köln                           | Pretiosa | g0 +1                                       | 2,4              | 10,5                                                    | Heinrich Brodermann & Christian Cloit, Köln                                                          | 1448 (omgjuten)                                 |
| 10 | Marktkirche                                                              | Hannover                       | Christus- und Friedensglocke ”Kristus- och fredsklockan” | e° +2                                       | 2,46             | 10,36                                                   | Friedrich Wilhelm Schilling, Heidelberg                                                              | 1960                                            |
| 11 | Schönebergs rådhus                                                       | Berlin                         | ’‘Freiheitsglocke’‘ ”Frihetsklockan” | e°                                          | -                | 10,2                                                    | Gillett & Johnstons klockgjuteri, Croydon                                                            | 1950                                            |
| 12 | Ett friluftsområde                                                       | Schwarzach                     | Schwarzacher Mörserglocke | e/0                                         | 2,46             | 9,82                                                    | Grassmayrs klockgjuteri, Innsbruck                                                                   | 2000                                            |
| 13 | Glockenturm, Berlins Olympiastadion                                      | Berlin                         | Olympiaglocke | e/0                                         | 2,8              | 9,6 (en annan uppgift 9,365 kg, troligen då utan kläpp) | Bochumer Verein, Bochum                                                                              | 1936                                            |
| 14 | Deutsches Museum                                                         | München                        | Utställningsklocka | Es/0 +5                                     | 1,902            | 9,6                                                     | Bochumer Verein, Bochum                                                                              | 1990                                            |
| 15 | Sankt Kuniberts kyrka                                                    | Köln                           | Bourdon eller Engelglocke | f0                                          | 2,47             | 9,38                                                    | Klockgjuteriet Eijsbouts, Asten                                                                      | 1990                                            |
| 16 | Christuskirche                                                           | Karlsruhe                      | Friedensglocke (”Fredsklockan”) | f°                                          | 2,41             | 9,16                                                    | - | 2004                                            |
| 17 | Sankt Kiliansdom                                                         | Würzburg                       | Salvatorglocke (”Frälsarklockan”) | g0 ±0                                       | 2,3 (2318 mm)    | 9,08                                                    | Friedrich Wilhelm Schilling, Heidelberg                                                              | 1965                                            |
| 18 | domen i Magdeburg                                                        | Magdeburg                      | Susanne | e° +6                                       | 2,47 meter       | 8,8                                                     | Johannes Jacobi , Berlin                                                                             | 1702                                            |
| 19 | Hildesheims domkyrka                                                     | Hildesheim                     | Canta Bona | f° +4                                       | 2,3              | 8,7 ton (8686 kg)                                       | Friedrich Wilhelm Schilling, Heidelberg                                                              | 1960                                            |
| 20 | Paulskirche                                                              | Frankfurt am Main              | Bürgerglocke | fiss°+1                                     | 2,27 (2266 mm)   | 8,59                                                    | Glocken- und Kunstgießerei (”Klock- och konstgjuteriet”), Karlsruhe                                  | 2002                                            |
| 21 | Konstanzer Münster                                                       | Konstanz                       | Sancta Maria | giss0 –7                                    | 2,27             | 8,35 (8349 kg)                                          | Friedrich Wilhelm Schilling, Heidelberg                                                              | 1966                                            |
| 22 | Halberstädter Dom                                                        | Halberstadt                    | Domina eller Dunna | g0 +6                                       | 2,27             | 8,32                                                    | Kunst- und Glockengießerei (”Konst- och klockgjuteriet”), Lauchhammer                                | 1999                                            |
| 23 | Frauenkirche                                                             | München                        | Sussanna eller Salveglocke | a0 +5                                       | 2,06             | 8                                                       | Hanns Ernst, Regensburg                                                                              | 1490                                            |
| 24 | Domen i Trier                                                            | Trier                          | Christus und Helena | fiss°+7                                     | 2,27 (2273 mm)   | 7,97                                                    | Friedrich Otto, Hemelingen i södra Bremen                                                            | 1951                                            |
| 25 | Stadtkirche ("stadskyrkan")                                              | Freudenstadt, Baden-Würtemberg | Gloriosa eller Christusglocke | fiss°                                       | -                | 7,96                                                    | Bachert, Heilbronn                                                                                   | 1999                                            |
| 26 | Haus der Kulturen der Welt ”världens kulturers hus” eller Kongresshalle  | Berlin                         | f | -                                           | -                | 7,82                                                    | klockgjuteriet Eijsbouts, Asten                                                                      | 1987                                            |
| 27 | Domen i Meissen                                                          | Meissen                        | Johannesglocke | -                                           | -                | 7,8                                                     | Emil Börner, Meissen                                                                                 | 1929                                            |
| 28 | Sankt Paulusdomen                                                        | Münster                        | Kardinalsglocke | fiss0 –7                                    | 2,27 (2273 mm)   | 7,6 ton (7604 kg)                                       | klockgjuteriet Glockengießerei Feldmann & Marschel, Münster                                          | 1956                                            |
| 29 | Dom Sankt Stephan                                                        | Passau                         | Pummerin | fiss°                                       | 2,32             | 7,54                                                    | Glockengießerei Rudolf Perner                                                                        | 1952                                            |
| 30 | S:t Mikaelskyrkan, Hamburg                                               | Hamburg                        | Jahrtausendglocke (”årtusendeklockan”) | f°                                          | 2,34             | 7,55 (7542 kg)                                          | klockgjuteriet A. Bachert, Heilbronn                                                                 | 2000                                            |
| 31 | S:t Nikolai-kyrkan                                                       | Hamburg                        | Friedensglocke ”Fredsklockan” | g°                                          | 2,17             | 7,35 (7354 kg)                                          | Friedrich Wilhelm Schilling, Heidelberg                                                              | 1962                                            |
| 32 | Stiftskirche (före detta klosterkyrkan)                                  | Neustadt an der Weinstrasse    | Kurfürstenglocke (”Kurfursteklockan”) | fiss°                                       | 2,5              | 7,3                                                     | Bochumer Verein, Bochum                                                                              | 1952                                            |
| 33 | Konstanzer Münster                                                       | Konstanz                       | Ursulaglocke | h0 –6                                       | 2,1              | 7                                                       | Christoff Löffler, Konstanz                                                                          | 1584                                            |
| 34 | Sankt Peterskirche                                                       | München                        | Jubiläumsglocke (”Jubileumsklockan”) | f0                                          | 2,32             | 7                                                       | Karl Czudnochowsky, Erdinger Glockengießerei (”Erdings klockgjuteri”), Erding                        | 1958                                            |
| 35 | Bremer Dom                                                               | Bremen                         | Brema | g°                                          | -                | 7                                                       | Glockengießerei Gebrüder Otto (”Bröderna Ottos klockgjuteri”) i stadsdelen Hemelingen i södra Bremen | 1962                                            |
| 36 | Kreuzkirche                                                              | Dresden                        | Näst största klockan | g0 +12                                      | 2,16 (2155 mm)   | 6,83 (6825 kg)                                          | Franz Schilling, Apolda                                                                              | 1899                                            |
| 37 | Freiburger Münster                                                       | Freiburg im Breisgau           | Christusglocke | g° ±0                                       | 2,13 (2133 mm)   | 6,86 (6856 kg)                                          | Friedrich Wilhelm Schilling, Heidelberg                                                              | 1959                                            |
| 38 | Sankt Martinskyrkan                                                      | Landshut                       | Propst- und Pfarrglocke (”prost- och kyrkoherdeklockan”) | fiss°                                       | 2,1              | 6,75                                                    | J. L. Kraus, München                                                                                 | 1767                                            |
| 39 | Basilika Sankt Aposteln                                                  | Köln                           | Weltjugendtagsglocke (”världsungdomsdagens klocka”), Johannes Paul II. (”Johannes Paulus II”) eller Papstglocke (”påveklockan”)                                           | g0–7/16                                     | 2,18             | 6,7                                                     | Hans Hüesker, Gescher                                                                                | 2005                                            |
| 40 | Haus der Kulturen der Welt, ”världens kulturers hus” eller Kongresshalle | Berlin                         | Näst största klockspelsklockan | fiss°                                       | 2,32             | 6,56                                                    | klockgjuteriet Eijsbouts, Asten                                                                      | 1987                                            |
| 41 | Liebfrauenmünster (”Vårfru [Jungfru Marie] domkyrka”)                    | Donauwörth                     | Pummerin | -                                           | -                | 6,55                                                    | - | 1512                                            |
| 42 | Sankt-Hedwigs-Kathedrale, Sankt Blasien Dom                              | Berlin                         | Största klockan | -                                           | -                | 6,5                                                     | - | efterkrigstiden                                 |
| 43 | Klockmuseet i Herrenberg                                                 | Herrenberg i Baden-Würtemberg  | En klocka, som inte stämde klangmässigt med övriga klockor i Sankt Willibrords basilika i Echternach i Luxemburg och som annars skulle ha ersatt en äldre sprucken klocka | -                                           | -                | 6,37                                                    | klockgjuteriet Mark, Brockscheid                                                                     | 2000                                            |
| 44 | Aachens katedral                                                         | Aachen                         | Marienglocke | g°                                          | 2                | 6,05 ton (6045 kg)                                      | Petit och Edelbrock, Gescher                                                                         | 1958                                            |
| 45 | Basilika Sankt Jakob                                                     | Straubing                      | Bistumsglocke (”stiftsklockan”) | g°                                          | 2,14             | 6,01                                                    | Schilling, Apolda                                                                                    | 2001                                            |
| 46 | Dom Sankt Stephan                                                        | Passau                         | Misericordia | g°                                          | 2,18             | 6                                                       | Glockengießerei Rudolf Perner                                                                        | 1999                                            |
| 47 | Stiftskirche (klosterkyrkan)                                             | Stuttgart                      | ’’Guldenglocke’’ eller ’’Osanna’’ | a° ±0                                       | 2,01             | ca 6                                                    | Martin Kissling, Biberach an der Riß                                                                 | 1520                                            |
| 48 | Domen i Fulda                                                            | Fulda                          | ’’Osanna’’ | giss° +1                                    | 2,03             | 5,85                                                    | Friedrich Wilhelm Schilling, Heidelberg                                                              | 1953                                            |
| 49 | Sankt Patrokli Dom                                                       | Soest                          | ’’Patrokliglocke ’’ | ass°                                        | 2,05             | 5,84                                                    | - | 1991                                            |
| 50 | Mariakyrkan                                                              | Lübeck                         | Pulsglocke | gess° +8                                    | 2,1              | 5,8 ton (5817 kg)                                       | Friedrich Wilhelm Schilling, Heidelberg                                                              | 1951                                            |
| 51 | Mariahilfkirche                                                          | München                        | Salvatorglocke (”frälsarklockan”) | fiss0                                       | 2,1              | 5,65                                                    | Carl Czudnochowsky, klockgjuteriet Erdinger Glockengießerei, Erding                                  | omkring 1950-1975                               |
| 52 | Kölnerdomen                                                              | Köln                           | Speciosa | a0 -2                                       | 2,03             | 5,6                                                     | Johannes (Hoer[n]ken) de Vechel, Köln                                                                | 1449                                            |
| 53 | Kaiser-Wilhelm-Gedächtniskirche                                          | Berlin                         | - | -                                           | -                | 5,6                                                     | - | 1952                                            |
| 54 | Domen i Minden                                                           | Minden                         | Frieden-Christi-Glocke (”Kristi freds-klockan”) | giss0 +2                                    | 2 (2003 mm)      | 5,5 (5495 kg)                                           | Hans August Mark, Brockscheid                                                                        | 1993                                            |
| 55 | Stadtkirche (Marienkirche) (norra tornet)                                | Wittenberg                     | Große Glocke (”Stora klockan”) | h0–5                                        | 2                | ~5,5                                                    | Jacob König, Erfurt                                                                                  | 1635                                            |
| 56 | Domen i Speyer                                                           | Speyer                         | Maximilianus Josephuseller Kaiserglocke | g0                                          | 2,08             | 5,35                                                    | Peter Lindemann, Zweibrücken                                                                         | 1822                                            |
| 57 | Eichstätter Dom                                                          | Eichstätt                      | Dreifaltigkeitsglocke | a° +1                                       | 1,93             | 5,3                                                     | klockgjutaren Stumpf, Heidelberg                                                                     | 1976                                            |
| 58 | Dom Sankt Stephan                                                        | Passau                         | Stürmerin | a0                                          | -                | 5,3                                                     | - | 1733                                            |
| 59 | Kölnerdomen                                                              | Köln                           | Speciosa | a0 -2                                       | 2,03             | 5,6                                                     | Johannes (Hoer[n]ken) de Vechel, Köln                                                                | 1449                                            |
| 60 | Klostret Erzabtei Sankt Ottilien ”Ärkeabbotklostret Sankt Ottilien”      | Köln                           | Hosanna eller Salvatorglocke, gjuten av euphon, en koppar- och zinklegering                                                                                               | fiss0 +1                                    | 2,18             | 5,25                                                    | Karl Czudnochowsky, Erding                                                                           | 1949                                            |
| 61 | Bambergs domkyrka                                                        | Bamberg                        | Heinrich | ciss1 +9                                    | 1,8 (1799mm)     | 5,2                                                     | Karl Czudnochowsky, Erding                                                                           | okänt, inskrift på klockan från 13 augusti 1311 |
| 62 | Domen i Freising                                                         | Freising                       | Korbiniansglocke | g° ±0                                       | 2,1              | ca 5,2 ton                                              | hovklockgjutarna Johann Matthias Langenegger och Anton Benedikt Ernst, München                       | 1724                                            |
| 63 | Sankt Bennokirche                                                        | München                        | Benno- und Marienglocke | gess°                                       | -                | över 5                                                  | Johann Hahn, Landshut                                                                                | 1950-talet                                      |
| 64 | Hauptkirche Sankt Nikolai                                                | Hamburg                        | Friedensglocke | a°                                          | 1,9              | 5                                                       | Friedrich Wilhelm Schilling, Heidelberg                                                              | 1962                                            |

## Ukraina
| Nr | Kyrka eller plats                          | Stad    | Vikt (ton) | Klockgjutare eller gjutningsplats |
| -- | ------------------------------------------ | ------- | ---------- | --------------------------------- |
| 1  | Uspenskijkatedralen                        | Charkiv | 16,46      |                                   |
| 2  | Kjevo-Pecherska lavra (Kievs grottkloster) | Kiev    | 16,38      |                                   |
| 3  | Katedralen i Odessa                        | Odessa  | 16,38      |                                   |
| 4  | Sankt Mikaels katedral                     | Kiev    | 8          | Ett klockgjuteri i Ukraina        |

## Ungern
| Nr | Kyrka eller plats      | Stad      | Klockans namn        | Slagton | Diameter (meter)    | Vikt (ton)         | Klockgjutare eller gjutningsplats                                        | Gjutningsår (förstörelseår) |
| -- | ---------------------- | --------- | -------------------- | ------- | ------------------- | ------------------ | ------------------------------------------------------------------------ | --------------------------- |
| 1  | Sankt Stefansbasilikan | Budapest  | Största klockan      | -       | 2,4                 | 9,25               | klockgjuteriet Perner (Glockengießerei Rudolf Perner)) i Passau i Bayern | 1990                        |
| 2  | Sankt Stefansbasilikan | Budapest  | Största klockan      | -       | -                   | 7,9 ton (7945 kg)  | -                                                                        | 1930 (1944)                 |
| 3  | Domen i Szeged         | Szeged    | ”Hjälteklockan”      | f°      | -                   | 8,54 ton (8537 kg) | -                                                                        | omkr. 1918-1930             |
| 4  | Domen i Esztergom      | Esztergom | Största klockan      | -       | 2,2 meter (2185 mm) | 5,8 ton (5827 kg)  | Szlezák László                                                           | 1938                        |
| 5  | Domen i Esztergom      | Esztergom | Näst största klockan | -       | -                   | 5,5 ton (5467 kg)  | Schaudt András                                                           | 1930                        |

## Vatikanstaten
| Nr | Kyrka        | Stad                | Klockans namn | Slagton | Diameter (meter) | Vikt (ton) | Klockgjutare        | Gjutningsår (förstörelseår) |
| -- | ------------ | ------------------- | ------------- | ------- | ---------------- | ---------- | ------------------- | --------------------------- |
| 1  | Peterskyrkan | Vatikanstaten i Rom | Campanone     | e°      | 2,32 (2316 mm)   | 8,95 (~9)  | Luigi Valadier, Rom | 1786                        |

## Österrike
| Nr | Kyrka eller plats               | Stad                          | Klockans namn | Slagton  | Diameter (meter)     | Vikt (ton)                                     | Klockgjutare eller gjutningsplats   | Gjutningsår (förstörelseår) |
| -- | ------------------------------- | ----------------------------- | --- | -------- | -------------------- | ---------------------------------------------- | ----------------------------------- | --------------------------- |
| 1  | Stephansdomen                   | Wien                          | Gamla Die Pummerin | H        | 3,16                 | 22,5                                           | Johannes Achamer.                   | 1711                        |
| 2  | Stephansdomen                   | Wien                          | Die Pummerin | c0 +4/16 | 3,14                 | 20,132                                         | Karl Geisz, Sankt Florian           | 1951                        |
| 3  | Domen i Salzburg                | Salzburg                      | Salvatorglocke, ”Frälsarklockan”, Dreifaltigkeitsglocke, ”Trefaldighetsklockan”, officiellt på latin: Salvator Mundi (”Världens frälsare”) | ess0     | 2,8                  | 14,3 ton (14 256 kg)                           | Klockgjuteriet Oberascher, Salzburg | 1961                        |
| 4  | På en höjd vid byn Mösern       | Mösern, Tyrolen               | Friedensglocke des Alpenraumes (”fredsklockan i Alpernas region”), Friedensglocke Mösern eller Mörserglocke                                | diss°    | 2,54                 | 10,18                                          | Klockgjuteriet Grassmayr, Innsbruck | 1997                        |
| 5  | Jesuitenkirche (”Jesuitkyrkan”) | Innsbruck                     | Schützenglocke (”Skyddsklockan“) | -        | 2,48                 | 9,2                                            | Grassmayrs klockgjuteri, Innsbruck  | 1959                        |
| 6  | Klostret Stift Sankt Florian    | Sankt Florian, Oberösterreich | Angstglocke (”rädsloklockan”) | f°       | 2,44                 | 8,6 (8643 kg)                                  | Mats Prininger                      | 1717                        |
| 7  | Domen i Salzburg                | Salzburg                      | Rupertsglocke eller Wandlungsglocke (”Förvandlingsklockan”, rings i vid nattvardens förvandling under mässan)                              | gess0    | 2,3                  | 8,2                                            | Klockgjuteriet Oberascher, Salzburg | 1961                        |
| 8  | Maria Empfängnisdomen           | Linz                          | Immaculata-Glocke | -        | -                    | 8,12                                           | Anton Gugg, Linz                    | 1901                        |
| 9  | Stiftskirche (klosterkyrkan)    | Melk                          | Peter-und-Paul-Glocke eller Vesperin | f° - 2   | 2,36                 | 7,84                                           | Andreas Klein, Wien                 | 1739                        |
| 10 | Sankt Jakobsdomen               | Innsbruck                     | Mariahilfglocke eller Große Pfarrglocke (”Stora kyrkoherdeklockan”)                                                                        | g0       | 2,21                 | 6,3 (6342 kg); annan uppg.: 7,17 ton (7168 kg) | Johann Grassmayr, Innsbruck         | 1846                        |
| 11 | Stephansdomen                   | Wien                          | Stephanus | g0       | -                    | 5,7                                            | Pfundner                            | 1960                        |
| 12 | Klostret Stift Sankt Florian    | Sankt Florian, Oberösterreich | Frauen- eller Dechantglocke | h0       | 1,65 meter (1648 mm) | 5,4 (5376 kg)                                  | Martin Fitler                       | 1810                        |